# C-One

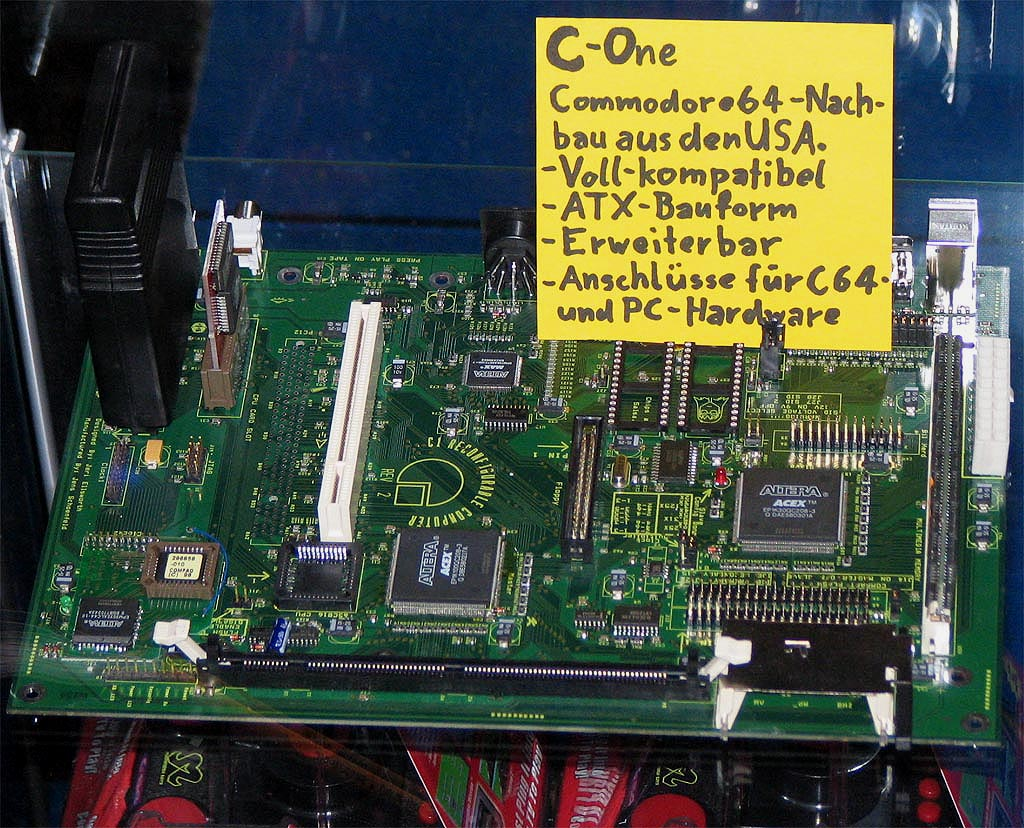
C64-Nachbau C-One

Der C-One ist ein Nachbau des 8-Bit-Heimcomputers C64 von Commodore aus den 1980er Jahren. Die Amerikanerin Jeri Ellsworth begann im Jahr 2000 an einem kompletten Re-Design des C64, die in Zusammenarbeit mit Individual Computers, 2003 in der Auslieferung der ersten C-One-Boards im ATX-Format mündete. Mittlerweile ist Jeri Ellsworth nicht mehr in die Entwicklung involviert.
Für das Design finden Standardbauteile Verwendung. Als Prozessor kommt eine zum MOS 6502 kompatible 65C816-CPU mit einer Taktfrequenz von etwa 20 MHz, 24-Bit-Adressraum und einem erweiterten Befehlssatz für den Zugriff auf Speicher oberhalb von 64 KB zum Einsatz. Für zeitrichtiges Ausführen alter C64-Software sorgt eine programmierte Bremse. Der C-One hat außerdem einen Prozessor-Slot, über den mittels einer Adapterplatine fast jeder beliebige 8-Bit-Prozessor nachgerüstet werden kann, so zum Beispiel ein echter MOS 6502 oder ein Zilog Z80.
Der C-One gilt als erster rekonfigurierbarer Computer: Die Funktionen der Custom-Chips des C64 sind im C-One nicht festverdrahtet (hardwired), sondern können umprogrammiert (rekonfiguriert) werden. Dafür verwendet der C-One zwei Field Programmable Gate Arrays (FPGA). Somit kann der C-One auch andere 8-Bit-Computer wie etwa den Schneider/Amstrad CPC hardwaretechnisch nachahmen. Zwischenzeitlich existierte auch das Projekt NatAmi, in dessen erstem Prototyp ein C-One verwendet wird, um einen Amiga mit 32-Bit-CPU 68060 nachzubilden. In diesem Projekt sollte aber für später die Entwicklung eigener Hardware geplant gewesen sein.